# Sztanga

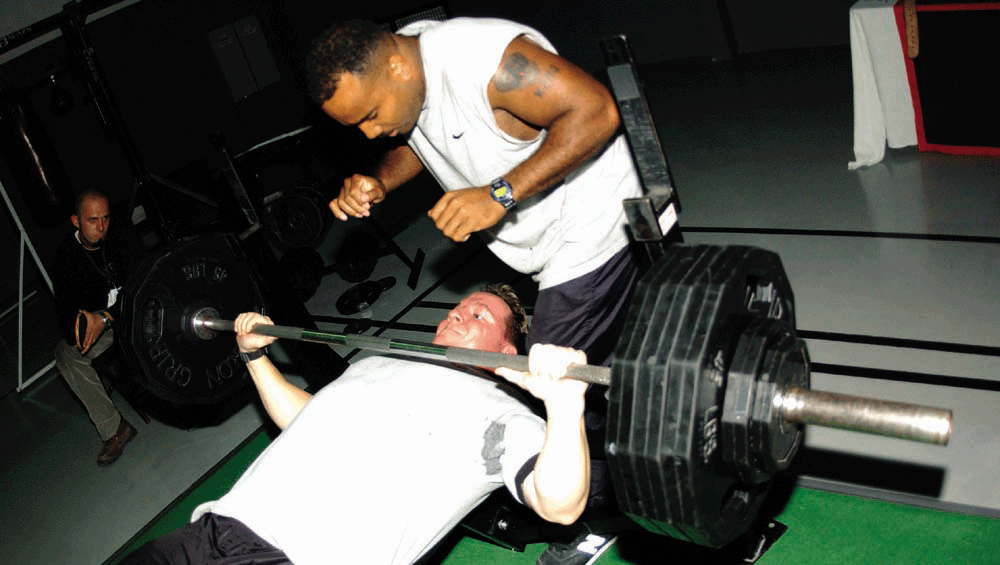
Żołnierz U.S. Army podczas treningu.

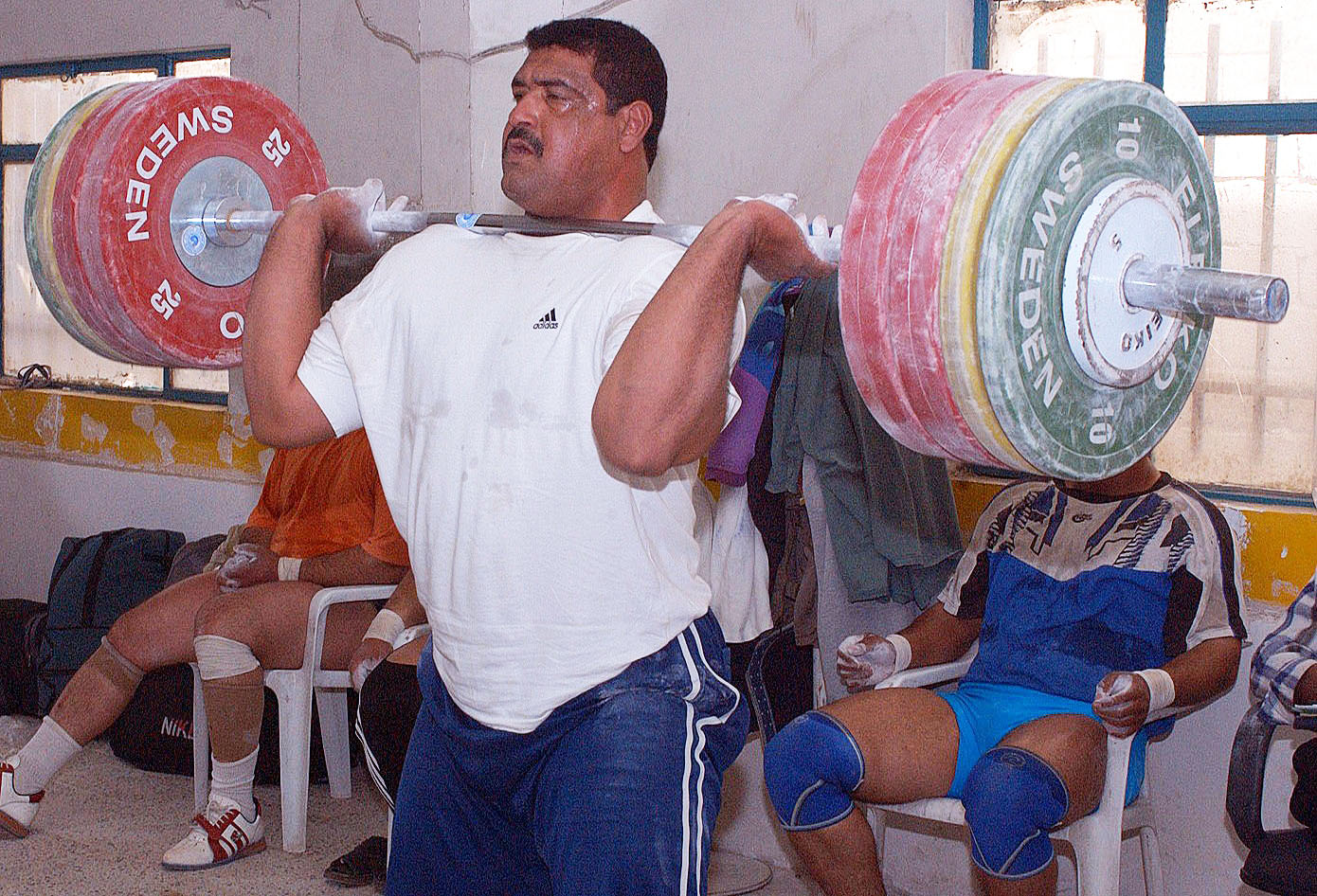
Iracki sztangista.

Sztanga – sprzęt sportowy służący do wykonywania nim ćwiczeń siłowych.

## Elementy składowe
- gryf – stalowy drążek, za który ćwiczący chwyta sztangę. Gryf stosowany w trójboju siłowym ma większą sztywność – jest bardziej odporny na odkształcenia niż klasyczny gryf olimpijski stosowany w podnoszeniu ciężarów.
- obciążniki – stalowe krążki, które nakłada się po obu stronach sztangi tak, by masa krążków z lewej strony odpowiadała masie z prawej strony gryfu. Kolejność zakładania krążków powinna odpowiadać ich masie – cięższy krążek powinien zostać założony przed lżejszym. W podnoszeniu ciężarów używa się dużych krążków (średnica 450 mm) o masie 25 kg (czerwony), 20 kg (niebieski), 15 kg (żółty), 10 kg (zielony) oraz małych 5 kg (biały), 2,5 kg (czerwony), 2 kg (niebieski), 1 kg (zielony) i 0,5 kg (biały) w trójboju siłowym dodatkowo 50 kg.
- zaciski – para zacisków uniemożliwia zsunięcie się któregokolwiek z obciążników podczas wykonywania ćwiczeń sztangą. Zaciski w sportach siłowych ważą razem 5 kg.

Klasyczny gryf męski (sztanga olimpijska) ma 2,20 metra długości oraz masę 20 kg, natomiast gryf damski ma 2,10 metra długości i masę 15 kg. Masa gryfu wraz z zaciskami wynosi odpowiednio dwadzieścia pięć i dwadzieścia kilogramów.
Najbardziej popularnymi dyscyplinami sportu, w których używa się sztangi, są trójbój siłowy, podnoszenie ciężarów, kulturystyka i CrossFit.